# Katharina Mann
Katharina Hedwig Mann (nascida com o nome de família Pringsheim, chamavam-lhe de Katia; Feldafing, 24 de Julho de 1883 - Kilchberg, 25 de Abril de 1980) foi esposa do escritor Thomas Mann.
Filha do matemático judaico Alfred Pringsheim e de Hedwig Pringsheim, foi a quinta criança do casal. O seu irmão gémeo, Klaus Pringsheim, foi dirigente de orquestra.
Katia Pringsheim recebeu uma educação religiosa luterana. Em criança, ela própria não sabia que era de origem judaica, o que evitava que as outras crianças a discriminassem. Na Alemanha (e em particular na conservadora Baviera, onde Katia vivia) dos inícios do século XX, o Anti-Semitismo era muito comum.
Aos 19 anos, a sua mãe e uma tia são a favor da sua decisão de deixar os estudos de Física e casar-se com o escritor Thomas Mann. Eles casaram-se a 11 de Fevereiro de 1905 e tiveram 6 filhos: Erika, Klaus, Golo, aliás Angelus Gottfried Thomas, Monika, Elisabeth, e Michael.
Após o nascimento de Monika, no ano 1910, Katia Mann sofreu de tuberculose. Passou vários meses num sanatório em Davos, na Suíça, em 1912. Esta experiência fortaleceu-a, de acordo com a sua própria afirmação, por forma a "poder aguentar com tudo" e inspirou Thomas Mann ao seu romance "A Montanha Mágica".
Quando a família Mann viveu no exílio, Katia cuidava das seis crianças e do marido. Katia era não só a boa alma da família mas um ponto central à volta do qual tudo girava. Ela apoiava as crianças e era a gestora do seu marido.
Faleceu em 25 de abril de 1980. Encontra-se sepultada em Kilchberg Village Cemetery, Kilchberg, Zurique na Suíça.